# Rusalka (Dvořák)
Pour les articles homonymes, voir Roussalka (homonymie).
Rusalka, B. 203 (op. 114) est l'opéra majeur d'Antonín Dvořák. Il comporte trois actes et est écrit sur un livret en tchèque de Jaroslav Kvapil (en).
Il a été ressenti dès sa création à Prague comme un opéra national. Quelques airs sont en effet similaires à des mélodies folkloriques, on y retrouve quelques harmonies typiques de la musique tchèque, le livret ressemble aux ballades tchèques de Karel Jaromír Erben, mais surtout, la mélodie et les paroles en tchèque correspondent parfaitement.

## Histoire de la composition

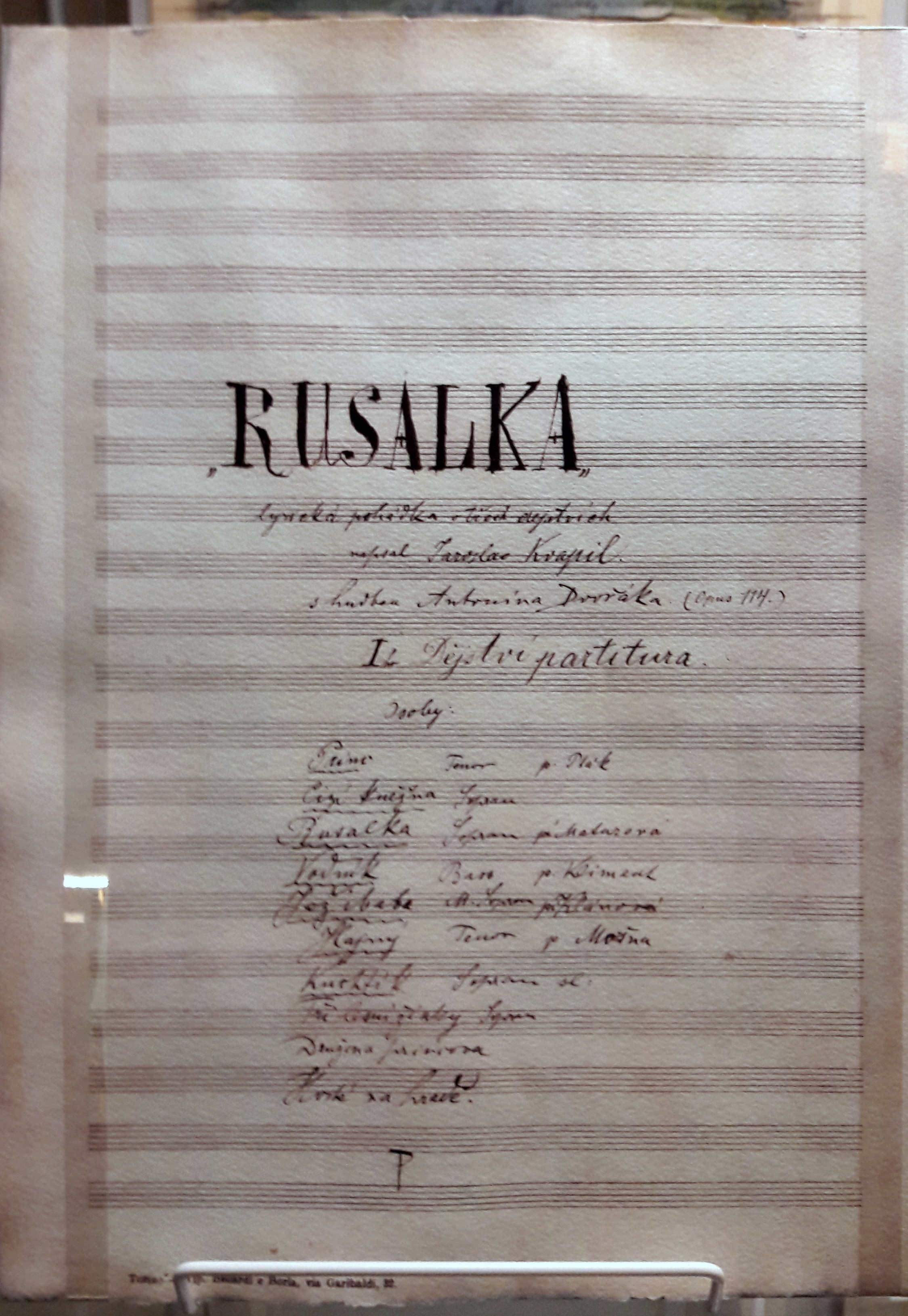
Autographe de l'opéra Rusalka présenté au Musée tchèque de la musique.

Le livret de Jaroslav Kvapil (en), basé sur les contes de Karel Jaromír Erben et de Božena Němcová, a été écrit avant que Kvapil n'ait eu le moindre contact avec le compositeur. L'intrigue contient des éléments qui apparaissent également dans La Petite Sirène de Hans Christian Andersen et Ondine de Friedrich de La Motte-Fouqué. Cette histoire a été décrite comme un « triste conte de fées moderne », dans la même veine que sa pièce précédente, Princessa Pampeliška. Le livret a été complété en 1899, alors Kvapil a commencé à chercher des compositeurs intéressés à mettre son texte en musique. Ses amis compositeurs étaient engagés avec d'autres œuvres, mais ont signalé que Dvořák était à la recherche d'un projet. Le compositeur, toujours intéressé par les histoires d'Erben, a lu le livret et a composé son opéra assez rapidement, puisque la première esquisse date du 22 avril 1900 et que l'opéra était achevé à la fin de novembre. Venant après ses quatre poèmes symphoniques inspirés par les ballades folkloriques de Erben de 1896 à 1897, Rusalka peut être considéré comme le point culminant de l'exploration par Dvořák d'une « grande variété de techniques musicales associées au théâtre ».

## Histoire des représentations
Rusalka a été créé à Prague le 31 mars 1901, avec Růžena Maturová dans le rôle de Rusalka. L'opéra a connu un très grand succès. En 1950, plus de 600 représentations avaient été données au Théâtre national de Prague.
La première représentation hors de Tchécoslovaquie a eu lieu à Ljubljana. L'opéra a été donné à Vienne par une compagnie tchèque en 1910. En Catalogne, il a été créé au Grand théâtre du Liceu de Barcelone le 21 février 1924. Dans une traduction en allemand, il a été monté à Stuttgart en 1935. La création par la John Lewis Musical Society au Royaume-Uni dans une version anglaise de Christopher Hassall date de 1950. Ensuite, l'opéra a été donné en 1959 au Sadler's Wells Theatre sous la direction de Vilem Tausky ; en 1983, une production de l'English National Opera a été filmée et diffusée plusieurs fois. 
La première représentation de Rusalka en France a eu lieu à Marseille en 1982. Marseille est également la première ville de France où la Symphonie du Nouveau Monde a été créée, en novembre 1899.

## Livret
Le livret a été écrit par Jaroslav Kvapil (en). Il met en scène Roussalka, une créature des eaux, qui avoue à son père l'Ondin (qui ici n'est pas maléfique comme l'Ondin du poème symphonique du même compositeur) qu'elle est amoureuse d'un prince. Elle fait part de ses sentiments à la lune dans un air très célèbre. En présence de la sorcière Ježibaba, elle accepte ensuite d'être muette en échange d'un amour possible avec le prince. Malheureusement, celui-ci s'intéresse à une princesse étrangère et la délaisse. S'ensuivra une fin tragique pour Rusalka ainsi que pour le prince pris de remords.
La dynamique de l'œuvre est intéressante. Le premier acte contient quelques crescendi qui reflètent l'amour naissant entre Rusalka et le prince. On peut aussi identifier quatre accords clairs au premier acte, qui sont associés aux mots âme, amour, mort (accords majeurs) et péché (accord mineur). En revanche, au deuxième acte, les accords majeurs sont toujours interrompus par une suite d'accords mineurs, annonçant la tragédie à venir.

## Rôles

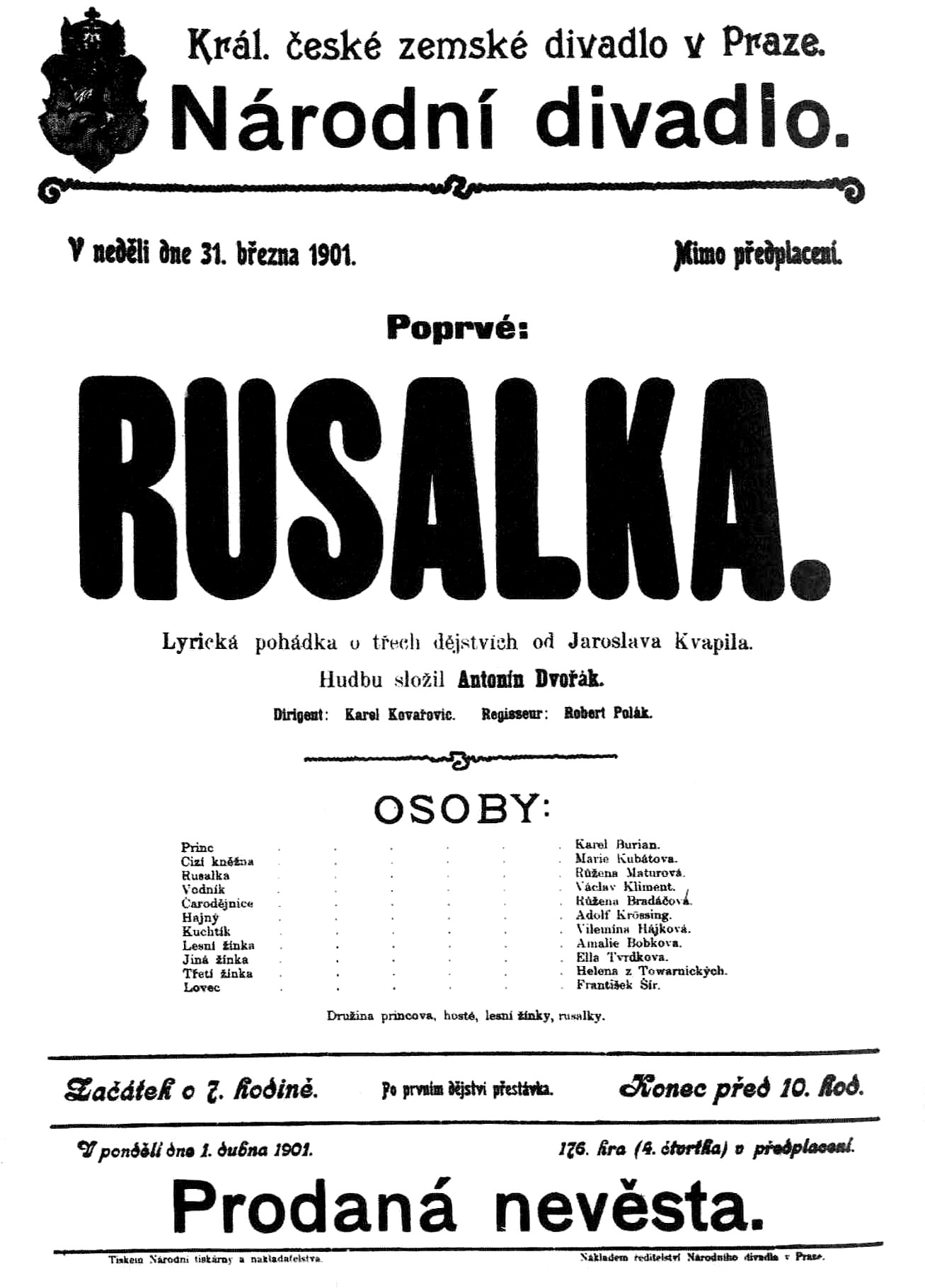
Affiche pour la création de Rusalka à Prague le 31 mars 1901

| Rôles                                                               | Voix          | Distribution lors de la création, 31 mars 1901 (Chef : Karel Kovařovic) |
| ------------------------------------------------------------------- | ------------- | ----------------------------------------------------------------------- |
| Rusalka, une nymphe des eaux                                        | soprano       | Růžena Maturová                                                         |
| Le prince                                                           | ténor         | Bohumil Pták                                                            |
| Vodník, Esprit du lac, père de Rusalka                              | basse         | Václav Kliment                                                          |
| La princesse étrangère                                              | soprano       | Marie Kubátová                                                          |
| Ježibaba, sorcière                                                  | mezzo-soprano | Růžena Vykoukalová-Bradáčová                                            |
| Premier esprit des bois                                             | soprano       | Amalie Bobková                                                          |
| Second esprit des bois                                              | soprano       | Ella Tvrdková                                                           |
| Troisième esprit des bois                                           | contralto     | Helena Towarnická                                                       |
| Garde forestier                                                     | baryton       | Adolf Krössing                                                          |
| Turnspit / Garçon de cuisine                                        | soprano       | Vilemína Hájková                                                        |
| Chasseur                                                            | baryton       | František Šír                                                           |
| Chœurs : nymphes des bois, invités au château, entourage du Prince. |               |                                                                         |

## Synopsis

### Acte 1
Une prairie au bord d'un lac
L'Esprit du lac est attiré à la surface par trois esprits des bois. C'est alors que sa fille Rusalka lui révèle qu'elle est amoureuse d'un prince humain qui vient chasser aux abords du lac, et qu'elle veut devenir une femme afin de l'embrasser. Malgré l'avis de son père qui estime qu'il s'agit d'une mauvaise idée, Rusalka se fait assister dans son entreprise par la sorcière Ježibaba.
Rusalka chante sa Chanson à la lune, en demandant à celle-ci de transmettre au Prince tout son amour. Ježibaba prévient Rusalka qu'en devenant humaine, elle perdra l'usage de la parole ; de plus, si jamais elle est trahie par le Prince, tous deux seront damnés pour l'éternité. Rusalka accepte de courir le risque et boit la potion préparée par la sorcière.
Le Prince, en train de chasser une biche blanche, trouve Rusalka, l'embrasse, et l'emmène, tandis que son père et ses sœurs se lamentent.

### Acte 2
Le jardin du château du Prince
Ayant appris que le Prince veut épouser « une femme muette et sans nom », tout le château est en émoi. En commentant la nouvelle, le garde-chasse et son neveu, le garçon de cuisine, en viennent à soupçonner que le Prince est ensorcelé. Mais ils doutent que cette situation puisse durer, car le bruit court déjà que leur souverain, fatigué par ce silence prolongé, manifeste de l'intérêt pour une princesse étrangère invitée au mariage.
Le Prince et Rusalka arrivent. Le jeune homme exprime ses craintes de ne pas être heureux une fois marié. Quand la princesse étrangère s'approche, il envoie Rusalka se préparer pour le bal.
Le bal commence, interrompu par l'Esprit du lac qui émerge de la fontaine en exprimant son désespoir de voir sa fille courir ainsi à sa perte. Rusalka lui confie alors son chagrin, car le Prince n'a d'yeux que pour la Princesse étrangère. Tandis que le jeune souverain s'éloigne du bal en compagnie de la nouvelle élue, Rusalka se jette de force dans ses bras. Le Prince cherche alors le soutien de la Princesse étrangère, mais celle-ci se détourne.

### Acte 3
Une prairie au bord d'un lac
Victime de l'infidélité de son amant, Rusalka est condamnée à errer comme un fantôme. Cependant, Ježibaba lui révèle le moyen de mettre un terme à ses malheurs : elle peut se sauver si elle tue le Prince avec le poignard qu'elle lui a donné. Rusalka refuse cette solution et jette le poignard dans le lac. Rusalka devient alors un Bludička, un esprit « mort-vivant » hantant les profondeurs du lac, et émergeant seulement pour attirer l'homme vers la mort.
Le garde-chasse et le garçon de cuisine consultent Ježibaba au sujet du Prince, qui, disent-ils, a été trahi par Rusalka. L'Esprit du lac leur réplique que c'est au contraire le Prince qui a trahi Rusalka.
Les esprits des bois pleurent le sort de Rusalka. Le Prince, en quête de sa biche blanche, vient au lac, et appelle Rusalka. Il lui demande de prendre sa vie si elle est un fantôme ou de lui pardonner. Rusalka lui reproche de l'avoir trompée et lui révèle que si elle l'embrassait, il mourrait aussitôt. Il implore alors le baiser fatal : ils s'embrassent et il meurt. L'Esprit du lac déclare que « tous les sacrifices sont inutiles ». Rusalka remercie le Prince pour lui avoir permis de connaître l'amour humain, remet son âme à Dieu, et retourne à sa place dans les profondeurs du lac, comme un démon de la mort.

## Le chant à la Lune
L'air le plus connu de l'opéra est le Chant à la lune du premier acte.
| Livret original (tchèque) | Traduction française |
| --- | --- |
| Mĕsíčku na nebi hlubokém, Svĕtlo tvé daleko vidí, Po svĕtĕ bloudíš širokém, Díváš se v příbytky lidí, Mĕsíčku postůj chvíli, Řekni mi, řekni, kde je můj milý? Řekni mu, stříbrný mĕsíčku, Mé že jej objímá rámě, Aby si alespoň chviličku, Vzpomenul ve snĕní na mne, Zasvěť mu do daleka, zasvěť mu, Řekni mu, řekni, kdo tu naň čeká, O mně-li duše lidská sní, Ať se tou vzpomínkou vzbudí, Mĕsíčku, nezhasni, nezhasni, Mĕsíčku, nezhasni! | Petite lune si haute dans le ciel, Ta lumière transperce le lointain, Tu vas de par le vaste monde, Tu vas jusque chez les humains. Arrête-toi un instant, Dis-moi, où est mon amour ? Dis-lui, lune argentée, Que pour moi tu l'entoures de tes bras, Tu luis pour qu'au moins un instant Il se souvienne de moi en songe. Et dis-lui que je l'attends, Éclaire-le là-bas, très loin, Et si j'apparais en songe à cette âme humaine, Fasse qu'elle s'éveille avec ce souvenir ! Lune, ne te cache pas, ne te cache pas, Lune, ne te cache pas ! |

## Orchestration
| Instrumentation de Rusalka                                                                  |
| Bois                                                                                        |
| 2 flûtes, 1 piccolo 2 hautbois , 1 cor anglais 2 clarinettes, 1 clarinette basse, 2 bassons |
| Cuivres                                                                                     |
| 4 cors, 3 trompettes, 3 trombones, 1 tuba                                                   |
| Percussions                                                                                 |
| timbales, triangle, grosse caisse, cymbales, tam-tam                                        |
| Cordes                                                                                      |
| premiers violons, seconds violons, altos, violoncelles, contrebasses, 1 harpe               |

## Enregistrements
| Année | Distribution (Rusalka, Le Prince, Vodník - Esprit du lac, La princesse étrangère, Ježibaba, la sorcière) | Chef, Opéra et Orchestre                                                                               | Label                                                   |
| ----- | --- | --- | ------------------------------------------------------- |
| 1952  | Ludmila Červinková, Beno Blachut, Eduard Haken, Marie Podvalová, Marta Krásová                           | Jaroslav Krombholc, Chœurs et orchestre du Théâtre National de Prague                                  | CD: Supraphon Cat: SU 3811-2                            |
| 1961  | Milada Šubrtová, Ivo Žídek, Eduard Haken, Alena Miková, Marie Ovcáciková                                 | Zdeněk Chalabala, Chœurs et orchestre du Théâtre National de Prague                                    | LP: Supraphon Cat: SU 50440 3                           |
| 1984  | Gabriela Beňačková, Wiesław Ochman, Richard Novák, Věra Soukupová, Anna Barová                           | Václav Neumann, Czech Philharmonic Orchestra & Prague Philharmonic Choir                               | CD: Supraphon (rééd. 2003) Cat: SU 3178-2 633           |
| 1986  | Eilene Hannan, John Treleaven, Rodney Macann, Phyllis Cannan, Ann Howard                                 | Mark Elder, Chœurs et orchestre de l'English National Opera, (chanté en anglais ; dir. David Pountney) | DVD: Arthaus Musik (parution 2006) Cat: 102 019         |
| 1987  | Gabriele Benackova-Cap, Peter Dvorsky, Evgueni Nesterenko, Eva Randova                                   | Václav Neumann, Chœurs et Orchestre du Wiener Staatsoper                                               | CD : Orfeo Cat : C 638 042 I                            |
| 1998  | Renee Fleming, Ben Heppner, Franz Hawlata, Eva Urbanová, Dolora Zajick                                   | Charles Mackerras, Orchestre philharmonique tchèque & Chœur mixte de Kühn                              | Audio CD: Decca Cat: 000289 460 5682 0                  |
| 2002  | Renee Fleming, Sergei Larin, Franz Hawlata Eva Urbanova, Larissa Diadkova (en)                           | James Conlon, Orchestra and chorus of the Opéra de Paris                                               | DVD: Arthaus Musik (re-issue in 2009), Cat: 107 031     |
| 2007  | Cheryl Barker, Rosario la Spina, Bruce Martin, Elizabeth Whitehouse, Anne-Marie Owens                    | Richard Hickox, Chœurs et orchestre de l'Opéra de Sydney                                               | Audio CD: Chandos, Cat: CHAN 10449(3)                   |
| 2008  | Camilla Nylund, Piotr Beczała, Alan Held Emily Magee, Birgit Remmert                                     | Franz Welser-Möst, Orchestre de Cleveland                                                              | CD: Orfeo, Cat: C792113D                                |
| 2009  | Ana María Martínez, Brandon Jovanovich, Mischa Schelomianski, Tatiana Pavlovskaya, Larissa Diadkova (en) | Jiří Bělohlávek, Orchestre philharmonique de Londres et Chœur de Glydebourne                           | Audio CD: Glyndebourne Festival Opera Cat: GFOCD 007-09 |